# Шамплен (Нијевр)
Шамплен (фр. Champlin) насеље је и општина у источном делу централне Француске у региону Бургоња, у департману Нијевр која припада префектури Кон Кур сир Лоар.
По подацима из 2011. године у општини је живело 39 становника, а густина насељености је износила 4,93 становника/km². Општина се простире на површини од 7,91 km². Налази се на средњој надморској висини од 235 метара (максималној 303 m, а минималној 223 m).

## Демографија
| 1962. | 1968. | 1975. | 1982. | 1990. | 1999. | 2011. |
| ----- | ----- | ----- | ----- | ----- | ----- | ----- |
| 61    | 79    | 66    | 52    | 50    | 48    | 39    |

График промене броја становника у току последњих година